# Provincia di Chainat
La provincia di Chainat si trova in Thailandia, nella regione della Thailandia Centrale. Si estende per 2.469,7 km², ha 333.700 abitanti ed il capoluogo è il distretto di Mueang Chainat. La città principale è Chainat.

## Geografia antropica

### Suddivisioni amministrative

Mappa degli Amphoe

La provincia è suddivisa in 8 distretti (amphoe). Questi a loro volta sono suddivisi in 53 sottodistretti (tambon) e 474 villaggi (muban).
| 1. Mueang Chainat 2. Manorom 3. Wat Sing 4. Sapphaya | 1. Sankhaburi 2. Hankha 3. Nong Mamong 4. Noen Kham |